# König David (1623)
"König David" (пол. Król Dawid, укр. Король Давид) 32-гарматний галеон був збудований близько 1623 у Гданську.

## Історія
З початком війни зі Швецією "König David" разом з кораблями "Meerman", "Arche Noah" 17 травня 1627 вступили у бій з ворожою ескадрою біля Гелю. Наступного дня біля Леби брав участь у сутичці зі шведським конвоєм і поплив до Колобжегу. Через декілька днів у складі ескадри прорвав блокаду і увійшов до Гданського заливу.
28 листопада 1627 під командуванням контрадмірала Джеймса Мюррея брав участь у битві під Оливою (біля Гданська), атакуючи разом з кораблем "Meerman" шведський галеон "Solen". Після битви капітаном поставили Григорія Вентруссо (ісп. Venturoso), призначеного 2 травня 1628 адміралом флоту Речі Посполитої. Внаслідок цього "König David" став флагманом флоту. 6 липня 1628 шведське військо з артилерією атакувало флот в усті Вісли біля замку Віслоустя (нім. Weichselmünde). Адмірал Вентруссо загинув, "König David" отримав пошкодження і відійшов з кораблями вверх по ріці.
В ході 30-річної війни у січні 1629 король Сигізмунд III Васа віддав кораблі свого флоту Католицькій Лізі. "König David" з кораблями прибув 8 лютого до Вісмару, де став флагманом адмірала Альбрехта Валленштейна. Кораблі були блоковані дансько-шведським флотом. У листопаді 1630 40-гарматному "König David" вдалось прорватись і після атаки на шведський конвой він рятувався втечею до Любека. Він був затриманий, виведений з флоту, а екіпаж з гарматами відпущений.